# Eupiti
Eupiti (en llatí Eupithius, en grec Εὐπίθιος) va ser un escriptor i poeta grec autor d'un epigrama que està inclòs a l'Antologia grega.
No es coneix cap més part de la seva obra, més que el títol d'una composició gramatical, τοῦ στίξαντος τὴν καθόλου, sobre puntuació i accentuació sobre l'obra καθολικὴ προσῳδία, o ἡ καθόλου d'Eli Herodià. Com que aquest va florir sota l'emperador Antoní Pius, cal suposar que Eupiti va viure en aquest temps o poc després.